# 426 aC
El 426 aC va ser un any del calendari romà prejulià. Era l'any 328 ab urbe condita o de la fundació de Roma. L'ús del nom «426 aC» per referir-se a aquest any es remunta a l'alta edat mitjana, quan el sistema Anno Domini va ser el mètode de numeració dels anys més comú a Europa.

## Esdeveniments
- Batalla de Tànagra. Els atenencs de Nícies van atacar Melos sense èxit i es van desviar cap a Oropos, a Beòcia, des d'on els hoplites van conquerir Tànagra i van vèncer als beocis.[2]
- Els atenencs dirigits pel general Demòstenes vencen als espartans a Etòlia.[3]
- Agis II, rei d'Esparta, va dirigir l'exèrcit espartà i dels aliats cap a l'Istme amb la intenció d'envair Àtica, però no van poder avançar a causa d'una sèrie de terratrèmols que aquell any van assolar Grècia i que li van impedir d'anar gaire lluny. El terratrèmol també va afectar Atenes.[4]
- A Roma van ser elegits tribuns amb potestat consular Tit Quinti Pennus Cincinnat, Gai Furi Pàcil Fus, Marc Postumi Albí Regil·lensis i Aulus Corneli Cos.[5]
- Fracàs de l'atac de Roma contra la ciutat de Veios. Gai Furi Pàcil Fus, va rebre l'encàrrec del senat, i també els seus col·legues, de fer la guerra a Veios. Va donar algunes ordres contradictòries que els veians van aprofitar per atacar un dels campaments romans. Els soldats van fugir. Quan les notícies van arribar a Roma, Aulus Corneli Cos, que havia restat al càrrec de la ciutat, va nomenar dictador a Mamerc Emili Mamercí perquè es fes càrrec de les operacions militars.[6]

## Necrològiques
- Zhou Kao Wang - rei de la dinastia Zhou xinesa.[7]
- Euríloc d'Esparta, mort en una emboscada quan s'enfrontava a l'estrateg grec Demòstenes.[3]